# Карамо, Янн
Янн Карамо́ (фр. Yann Karamoh; 8 июля 1998 года, Абиджан, Кот-д'Ивуар) — французский футболист, нападающий клуба «Торино».

## Клубная карьера
Уроженец Кот-д’Ивуара, Карамо перебрался в детстве во Францию. Проходил обучения в академиях «Расинга» и «Кана». Окончил последнюю, стал игроком второй команды клуба. Дебютировал в ней 11 января 2015 года в поединке против «Булони Белонкёр». Провёл в дебютном сезоне 10 встреч, забил 4 мяча.
7 декабря 2015 года подписал с «Каном» свой первый профессиональный контракт сроком на три года.
13 августа 2016 года дебютировал в Лиге 1 в поединке против «Лорьяна», выйдя на замену на 77-й минуте вместо Ронни Родлена. 21 сентября забил свой первый мяч в ворота «Анже».В 2017 году Янн Карамо перешёл в итальянский «Интер». Но уже на следующий сезон был отправлен в аренду в французский «Бордо». В 2019 году Карамо также на правах аренды вернулся в Италию — в клуб «Парма», с которым в 2020 году подписал полноценный контракт.